# Simetria radial

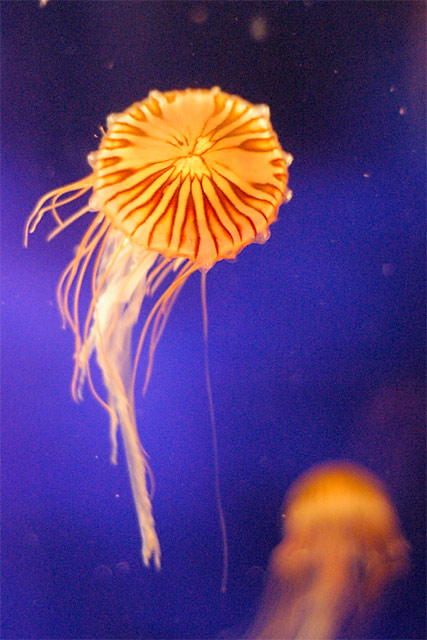
Una medusa, animal típicament radial.

En biologia, la simetria radial  és la simetria definida per un eix heteropolar (diferent en els dos extrems). L'extrem que conté la boca s'anomena costat oral, i el seu oposat costat aboral o abactinal.
Sobre aquest eix s'estableixen plans principals de simetria que defineixen les posicions al voltant dels radis. Les estructures en altres plans (bisectrius dels radials) queden en posicions interradials. La zona entre els radials i els interradials és la zona adradial.
En el regne animal, la simetria radial es considera primitiva respecte a la simetria bilateral; presenten simetria radial primària els cnidaris, els ctenòfors i algunes esponges de mar. Tanmateix, la simetria radial perfecta és rara; normalment, es modifica en birradial, com en ctenòfors i moltes anemones, amb dos plans que divideixen l'animal en meitats iguals, o tetrarradial, com moltes meduses, amb quatre plans de simetria. Els equinoderms tenen una simetria pentaradial secundària, derivada de la simetria bilateral.
La simetria radial (i les seves especialitzacions) està més estesa en animals sèssils i sedentaris, i en animals pelàgics a la deriva, en els quals resulta clarament avantatjós poder enfrontar l'entorn en diverses direccions per igual, amb els receptors sensorials i les estructures per a l'alimentació (tentacles, braços) distribuïts regularment a la perifèria del cos.